# جيمس لوري
جيمس لوري (بالإنجليزية: James Laurie)‏ هو مهندس مدني أمريكي، ولد في 9 مايو 1811 في Bellsquarry ‏ في المملكة المتحدة، وتوفي في 16 مارس 1875 في هارتفورد في الولايات المتحدة.